# Antoine Jouvet
Pour les articles homonymes, voir Jouvet.
Antoine dit Antoine Félix Jouvet est un avocat et homme politique français né le 19 juin 1796 à Les Martres-d'Artière (Puy-de-Dôme) et mort le 29 décembre 1868 à Busséol (Puy-de-Dôme).

## Biographie
Fils de Hugues Antoine Jouvet et de Marie Moulin, Antoine Jouvet nait le 19 juin 1796 à Les Martres-d'Artière. Par son père, fils d'Antoine Jouvet et de Catherine Dousse, il est le cousin germain du conseiller général, Hippolyte Goyon.
Avocat, bâtonnier.Opposant à la Restauration, il est conseiller général en 1830 et député du Puy-de-Dôme de 1837 à 1842, siégeant dans l'opposition. Maire de Clermont-Ferrand en février 1848, il est de nouveau député de 1848 à 1849.
Il épouse, le 23 octobre 1827 à Saint-Amant-Roche-Savine, Anne Antoinette Virginie Chalus Duchery, fille de feu Jean Barthélemy Chalus Duchery et de Jeanne Marie Chaboissier.
Il décède le 29 décembre 1868 à Busséol.

## Carrière juridique
Reçu avocat à Paris en 1819, il se fait inscrire, en 1822, au barreau de Clermont-Ferrand.
Il est élu bâtonnier de l'ordre, en novembre 1857.

## Carrière politique

### À la chambre des députés (1834-1842) et à l'assemblée nationale constituante
Candidat aux élections législatives du 5 juillet 1831, il ne recueille que 54 voix sur 249 votants et ne passe ainsi pas le premier tour de scrutin. À l'issue d'un scrutin de ballotage, Félix de Leyval est élu dans le deuxième collège du Puy-de-Dôme.
Il est élu, aux élections législatives du 21 juin 1834, au premier tour de scrutin, avec 147 voix sur 262 votants pour 366 inscrits, dans le deuxième collège du Puy-de-Dôme, face à Félix de Leyval, crédité de 102 suffrages.
Aux élections législatives de 1837, il se présente dans les premier et deuxième collèges de Clermont-Ferrand, intra et extra muros. Il remporte les élections dans le premier collège, avec 229 voix sur 434 votants, contre Cavy, ancien notaire et candidat constitutionnel, qui n'est crédité que de 205 suffrages. Du fait de sa victoire dans le premier collège, il renonce à sa candidature dans le deuxième, tentant de faire reporter ses voix vers de Flagheac, candidat légitimiste. Dessaigne, constitutionnel, sera élu député, à l'issue du second tour, ayant recueilli 175 voix sur les 275 suffrages exprimés.
Il se présente à nouveau aux élections législatives de 1839 dans le collège de Clermont-Ferrand-ville. Il est élu, au second tour, par 245 voix sur 437 votants, contre 188 à son adversaire, Paul Blanc.
Candidat aux élections législatives de 1842, il est battu, après un scrutin de ballottage, par Charles de Morny.
Unique candidat de gauche aux élections législatives de 1846, il s'incline au deuxième tour de scrutin, avec 113 voix pour 411 votants, face aux candidats conservateurs, Pierre Bertrand, crédité de 154 voix, et Félix Martha-Beker, crédité de 146 voix, ce dernier remportant le scrutin de ballottage.
Il est élu, en 1848, avec 107 624 voix, représentant du Puy-de-Dôme à l'assemblée nationale constituante. Siégeant au centre-gauche, il vote notamment :
- pour le bannissement de la famille d'Orléans,
- pour les poursuites contre Louis Blanc et Marc Caussidière,
- contre l'abolition de la peine de mort,
- contre l'impôt progressif,
- contre l'incompatibilité des fonctions,
- contre l'amendement Grévy,
- contre la sanction de la Constitution par le peuple,
- pour l'ensemble de la Constitution,
- contre la proposition Rateau,
- contre l'interdiction des clubs.

Il ne se présente pas aux élections législatives de 1849.

### À la mairie de Busséol
Il est nommé maire de Busséol, à compter de 1825 (1822 ou 1826 suivant les sources), faisant suite à Jacques-Amable Tixier-Massonnet. Il conservera son mandat jusqu'en 1852.

### À la mairie de Clermont-Ferrand
Au lendemain de la révolution de février 1848, il est nommé, le 25 février, avec Messieurs Astaix, Delaire, Gazard, Poncillon, Tachet et Vimal, membre de la commission administrative provisoire de Clermont-Ferrand. Par arrêté du commissaire du gouvernement provisoire, Agénor Altaroche, du 5 mars, le conseil municipal est dissous et il est nommé provisoirement maire de la commune,.
Du fait de son élection et celle de Joseph Astaix, son adjoint, comme représentants du peuple, un arrêté préfectoral du 1er mai 1848, constitue une nouvelle municipalité pour Clermont-Ferrand et nomme Jean-Joseph Vimal-Lajarrige, maire.
Il est élu, au premier tour des élections des 22 et 23 juillet 1865, au conseil municipal et conservera son mandat jusqu'à son décès,.

### Au conseil général du Puy-de-Dôme
Déjà membre du conseil général du Puy-de-Dôme pour l'arrondissement de Clermont-Ferrand, il est réélu dans ses fonctions, aux élections de novembre 1833.
Au cours de ses différents mandats, il est désigné pour faire partie des commissions suivantes :
- 3e commission ayant compétence pour traiter des questions relatives à la navigation, aux routes et aux chemins vicinaux (1838)[21],
- 3e commission ayant compétence pour traiter des questions relatives à la navigation, aux routes et aux chemins vicinaux (1841)[22],
- 3e commission ayant compétence pour traiter des questions relatives à la navigation, aux routes et aux chemins vicinaux (1842)[23],
- 3e commission ayant compétence pour traiter des questions relatives à la navigation, aux routes et aux chemins vicinaux (1843)[24],
- 4e commission ayant compétence pour traiter des questions relatives aux bâtiments civils, aux aliénés et aux enfants trouvés (1844)[25],
- 3e commission ayant compétence pour traiter des questions relatives à la navigation, aux routes et aux chemins vicinaux (1845)[26],
- 3e commission ayant compétence pour traiter des questions relatives aux routes royales, à la navigation et au chemin de fer (1846)[27],
- 5e commission ayant compétence pour traiter des questions relatives aux bâtiments civils, aux aliénés, aux enfants trouvés et à la mendicité (1847)[28],
- 3e commission ayant compétence pour traiter des questions relatives au chemin de fer, aux routes nationales, à la navigation, à la pêche fluviale ainsi qu'à la formation du jury d'expropriation pour cause d'utilité publique (1848)[29],
- 5e commission ayant compétence pour traiter des questions relatives aux bâtiments civils, les établissements de bienfaisance, l'entretien et les travaux neufs des édifices départementaux, le  mobilier de la préfecture et des sous-préfectures, le casernement de la gendarmerie, les prisons départementales, les menues dépenses des tribunaux, les enfants trouvés et abandonnés, les aliénés, la propagation et la conservation de la vaccine, la mendicité et l'établissement et le budget du Mont-Dore (1849)[30],
- 4e commission ayant compétence pour traiter des questions relatives à la viabilité locale savoir les routes départementales, les chemins vicinaux de grande, moyenne et petite vicinalité, l'organisation des agents voyers et les moyens d'améliorer la moyenne et la petite vicinalité dans l'intérêt agricole (1850)[31],
- 2e commission ayant compétence pour traiter des questions relatives à l'instruction publique, aux souscriptions et recherches scientifiques, aux travaux sur les recherches des mines, au culte, à l'école secondaire de médecine, à l'école d'accouchement, à l'instruction primaire, aux écoles de filles, à la maison de refuge, aux salles d'asile, aux sourds et muets, à l'école de Volvic, à l'entretien d'élèves à l'école vétérinaire de Lyon et à l'école des arts et métiers d'Aix, aux souscriptions littéraires, à la conservation des monuments historiques, à la carte géologique du département, aux archives, aux subventions ecclésiastiques, au secours aux communes pour la réparation d'églises et de presbytères, au jury départemental pour les bourses dans les collèges, à l'école normale primaire ainsi qu'au projet d'achèvement de la cathédrale[32].

Il est nommé membre du conseil général du Puy-de-Dôme auquel il siégera jusqu'en 1851.
Il est élu conseiller général du Puy-de-Dôme, dans le canton de Clermont-Ferrand-nord, le 27 août 1848.

## Engagement et distinction
Il est nommé membre du comité consultatif des hospices de Clermont-Ferrand.

## Sources
- « Antoine Jouvet », dans Adolphe Robert et Gaston Cougny, Dictionnaire des parlementaires français, Edgar Bourloton, 1889-1891 [détail de l’édition]

1. ↑  Archives départementales du Puy-de-Dôme - Registre de l'état-civil de la ville des Martres-d'Artière - An IV - Cote 6 E 212 5 - p. 22/111 (https://www.archivesdepartementales.puydedome.fr/ark:/72847/vtac2ed9c3ed6093560/daogrp/0/layout:table/idsearch:RECH_2033536ad70c75e6d2936ac284f414db#id:1833835818?gallery=true&brightness=100.00&contrast=100.00&center=705.752,-962.154&zoom=9&rotation=0.000)
2. ↑  Archives départementales du Puy-de-Dôme - Registre de l'état-civil de la ville de Saint-Amant-Roche-Savine - Année 1827 - Cote 6 E 333 6 - p. 187/189 (https://www.archivesdepartementales.puydedome.fr/ark:/72847/599505.1945870/daogrp/0/layout:table/idsearch:RECH_eded24c18449a00ae7d05dbeac3b8345#id:1935707544?gallery=true&brightness=100.00&contrast=100.00&center=1298.512,-853.997&zoom=7&rotation=0.000)
3. ↑  Archives départementales du Puy-de-Dôme - Registre de l'état-civil de la ville de Busséol - Année 1868 - Cote 6 E 59 13 - p. 25/35 (https://www.archivesdepartementales.puydedome.fr/ark:/72847/vtaa5542d30d6ea87ca/daogrp/0/layout:table/idsearch:RECH_9dcb06f061944f01ba486fdffd530f85#id:565274318?gallery=true&brightness=100.00&contrast=100.00&center=2008.981,-738.948&zoom=9&rotation=0.000)
4. 1 2 3 4 5  Victor Lacaine et Charles Laurent, Biographies et nécrologies des hommes marquants du XIXème siècle : Tome VI, Paris, 1844-1866 (lire en ligne), JOUVET (Antoine, Félix) p. 233 et suivantes
5. ↑  « Chronique locale », Le Moniteur du Puy-de-Dôme,‎ 25 novembre 1857, p. 3 (lire en ligne)
6. ↑  « Clermont, 6 juillet - Deuxième collège de Clermont », L'Ami de la Charte : Journal du Puy-de-Dôme, de la Haute-Loire, du Cantal et de la Corrèze - Politique, littérature, industrie, tribunaux, annonces,‎ 7 juillet 1831, p. 1 (lire en ligne)
7. ↑  « Clermont, 8 juillet - Sur les élections - Scrutins électoraux - Deuxième collège de Clermont. (2ème tour de scrutin) », L'Ami de la Charte : Journal du Puy-de-Dôme, de la Haute-Loire, du Cantal et de la Corrèze - Politique, littérature, industrie, tribunaux, annonces,‎ 9 juillet 1831, p. 1 (lire en ligne)
8. ↑  « Clermont - 24 juin - IIe collège - Clermont (extra muros) », L'Ami de la Charte : Journal du Puy-de-Dôme, de la Haute-Loire, du Cantal et de la Corrèze - Politique, littérature, industrie, tribunaux, annonces,‎ 25 juin 1834, p. 1 et 2 (lire en ligne)
9. ↑  « Clermont, 7 novembre - Résultat des opérations électorales du département du Puy-de-Dôme », L'Ami de la Charte : Journal du Puy-de-Dôme, de la Haute-Loire, du Cantal et de la Corrèze - Politique, littérature, industrie, tribunaux, annonces,‎ 8 novembre 1837, p. 1 et 2 (lire en ligne)
10. ↑  « Clermont, 5 mars - Élections du Puy-de-Dôme - Clermont (intra muros) », L'Ami de la Charte : Journal du Puy-de-Dôme, de la Haute-Loire, du Cantal et de la Corrèze - Politique, littérature, industrie, tribunaux, annonces,‎ 6 mars 1839, p. 1 (lire en ligne)
11. ↑  « Clermont, 12 juillet - Élections - 1er collège de Clermont (intra muros) », L'Ami de la Charte : Journal du Puy-de-Dôme, de la Haute-Loire, du Cantal et de la Corrèze - Politique, littérature, industrie, tribunaux, annonces,‎ 13 juillet 1842, p. 1 (lire en ligne)
12. ↑  « Clermont, 4 août - Élections générales - Collège de Clermont extra muros », L'Ami de la Charte : Journal du Puy-de-Dôme, de la Haute-Loire, du Cantal et de la Corrèze,‎ 5 août 1846, p. 1 (lire en ligne)
13. ↑  « Clermont, 1er mai - Élections de Clermont », L'Ami de la Patrie : Journal du Puy-de-Dôme, de la Haute-Loire, du Cantal et de la Corrèze,‎ 2 mai 1848, p. 1 (lire en ligne)
14. ↑  « Clermont. », L'Ami de la Patrie : Journal du Puy-de-Dôme, de la Haute-Loire, du Cantal et de la Corrèze,‎ 17 mai 1849 (lire en ligne)
15. ↑  « Clermont, 28 février », L'Ami de la Patrie : Journal du Puy-de-Dôme, de la Haute-Loire, du Cantal et de la Corrèze,‎ 29 février 1848, p. 1 (lire en ligne)
16. ↑  « Clermont, 6 mars », L'Ami de la Patrie : Journal du Puy-de-Dôme, de la Haute-Loire, du Cantal et de la Corrèze,‎ 7 mars 1848, p. 1 (lire en ligne)
17. ↑  « Clermont », L'Ami de la Patrie : Journal du Puy-de-Dôme, de la Haute-Loire, du Cantal et de la Corrèze,‎ 6 mai 1848, p. 2 (lire en ligne)
18. ↑  « Chronique locale - Élections municipales de la ville de Clermont-Ferrand », Le Moniteur du Puy-de-Dôme,‎ 24 juillet 1865, p. 3 (lire en ligne)
19. ↑  Georges Bonnefoy, Histoire de l'administration civile de la province d'Auvergne et du département du Puy-de-Dôme depuis les temps les plus reculés jusqu'à nos jours, suivie d'une revue biographique des membres de l'état politique moderne (députés et sénateurs), Paris, Librairie historique des provinces Émile Lechevalier, 1897 (lire en ligne), p. 133 et suiv.
20. ↑  « Élections des conseils généraux des départemens », Journal des débats politiques et littéraires,‎ 22 novembre 1833, p. 3 (lire en ligne)
21. ↑  Département du Puy-de-Dôme, Procès-verbal des délibérations du Conseil général : Session de 1838, Clermont-Ferrand, Imprimerie de Pérol, 1839 (lire en ligne), p. 4
22. ↑  Département du Puy-de-Dôme, Procès-verbal des délibérations du Conseil général : Session de 1841, Clermont-Ferrand, Imprimerie de Pérol, 1841 (lire en ligne), p. 5
23. ↑  Département du Puy-de-Dôme, Procès-verbal des délibérations du Conseil général : Session de 1842, Clermont-Ferrand, Imprimerie de Pérol, 1842 (lire en ligne), p. 61
24. ↑  Département du Puy-de-Dôme, Procès-verbal des délibérations du Conseil général : Session de 1843, Clermont-Ferrand, Imprimerie de Pérol, 1842 (lire en ligne), p. 54
25. ↑  Département du Puy-de-Dôme, Procès-verbal des délibérations du Conseil général : Session de 1844, Clermont-Ferrand, Imprimerie de Pérol, 1844 (lire en ligne), p. 55
26. ↑  Département du Puy-de-Dôme, Procès-verbal des délibérations du Conseil général : Session de 1845, Clermont-Ferrand, Imprimerie de Pérol, 1845 (lire en ligne), p. 59
27. ↑  Département du Puy-de-Dôme, Procès-verbal des délibérations du Conseil général : Session de 1846, Clermont-Ferrand, Imprimerie de Pérol, 1846 (lire en ligne), p. 66
28. ↑  Département du Puy-de-Dôme, Procès-verbal des délibérations du Conseil général : Session de 1847, Clermont-Ferrand, Imprimerie de Pérol, 1847 (lire en ligne), p. 58
29. ↑  Département du Puy-de-Dôme, Procès-verbal des délibérations du Conseil général : Session de 1848, Clermont-Ferrand, Imprimerie de Pérol, 1848 (lire en ligne), p. 96
30. ↑  Département ud Puy-de-Dôme, Procès-verbal des délibérations du Conseil général : Session de 1849, Clermont-Ferrand, Imprimerie de Pérol, 1849 (lire en ligne), p. 78
31. ↑  Département du Puy-de-Dôme, Procès-verbal des délibérations du Conseil général : Session de 1850, Clermont-Ferrand, Imprimerie de Pérol, 1850 (lire en ligne), p. 87
32. ↑  Département du Puy-de-Dôme, Procès-verbal des délibérations du Conseil général : Session de 1851, Clermont-Ferrand, Imprimerie de Pérol, 1851 (lire en ligne), p. 81 et 82
33. ↑  « Clermont - Élections du Conseil général », L'Ami de la Patrie : Journal du Puy-de-Dôme, de la Haute-Loire, du Cantal et de la Corrèze,‎ 12 septembre 1848 (lire en ligne)